# وزارة الثقافة (الإمارات العربية المتحدة)
وزارة الثقافة، هي وزارة إتحادية في دولة الإمارات العربية المتحدة، تتمثل مهامها في الحفاظ على المكتسبات الثقافية ودعم الأنشطة الثقافية والفنية وإنتاج المعرفة والحفاظ على التراث المادي وغير المادي وتشجيع الحركات الفنية، بالإضافة إلى الحفاظ على الهوية الإماراتية والاستثمار في طاقات ومواهب الشباب وتمكينهم.

## أهداف الوزارة
تتمثل الأهداف الاستراتيجية لوزارة الثقافة الإماراتية بالتالي :
- تعزيز وتمكين قطاع الفنون والآداب ودعم الاقتصاد الابداعي.
- تعزيز مكانة الدولة وحضورها الثقافي على المستويين الإقليمي والعالمي.
- تعزيز الهوية الوطنية والترويج للتراث الثقافي لدولة الإمارات العربية المتحدة.

## قائمة الوزراء
| # | شاغل المنصب          | بداية المنصب  | نهاية المنصب | رئيس مجلس الوزراء     |
| - | -------------------- | ------------- | ------------ | --------------------- |
| 1 |                      |               |              |                       |
| 2 |                      |               |              |                       |
| 3 |                      |               |              |                       |
| 4 | سالم بن خالد القاسمي | 7 فبرابر 2023 |              | محمد بن راشد آل مكتوم |